# Markus Zimmer (Musiker)

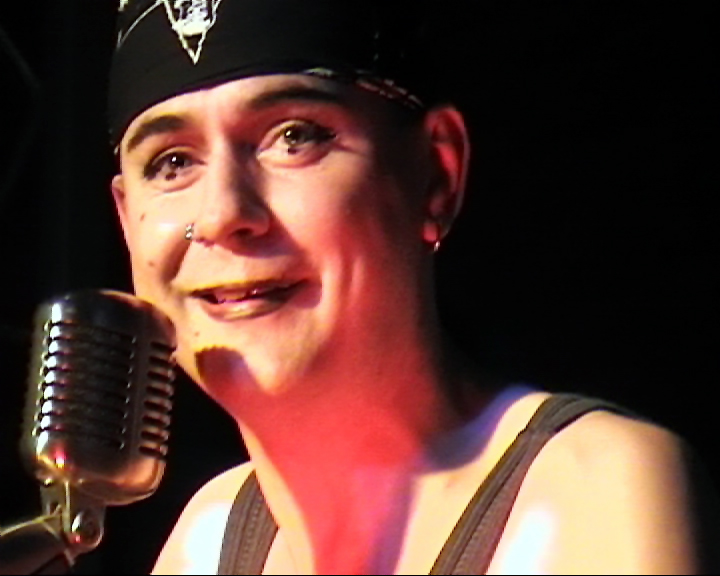
Zimbl während eines Solokonzerts in Witten, 2003

Markus Zimmer, genannt Zimbl (* 7. Oktober 1964 in Eschwege; † 18. Juni 2006 in Kassel), war ein deutscher Musiker und Sänger der Band The Bates.

## Leben
Markus Zimmer wurde in Eschwege als Markus Ernst Eugen Zimmer geboren. Er wuchs in Reichensachsen, einem kleinen Ort bei Eschwege, mit seinen Eltern sowie mit seinem jüngeren Bruder Mario auf. 1971 wurde er in der Grundschule Reichensachsen eingeschult und begann zeitgleich mit Gitarrenunterricht. Ab 1975 besuchte er das Gymnasium am Leuchtberg in Eschwege, wechselte aber später auf die Realschule.
1979 begann seine musikalische Laufbahn mit der Gründung der Band „Sticky Fingers“ zusammen mit einem Freund, benannt nach dem gleichnamigen Album der Rolling Stones. Im Jugendzentrum Eschwege fanden die ersten Auftritte statt. 1983 nach dem Realschulabschluss absolvierte er einen 14-monatigen Wehrdienst bei den Panzerjägern in Sontra. Die Band benannte sich in Nuclear Graffity um, Zimbl übernahm auch den Gesangspart.
Im Jahr 1984 bestand Nuclear Graffity aus
- Markus Zimbl Zimmer (Bass und Gesang),
- Armin Beck (Sologitarre),
- Frank Klube Klubescheid (Schlagzeug) und
- Thomas Pogo Möller (Rhythmusgitarre).

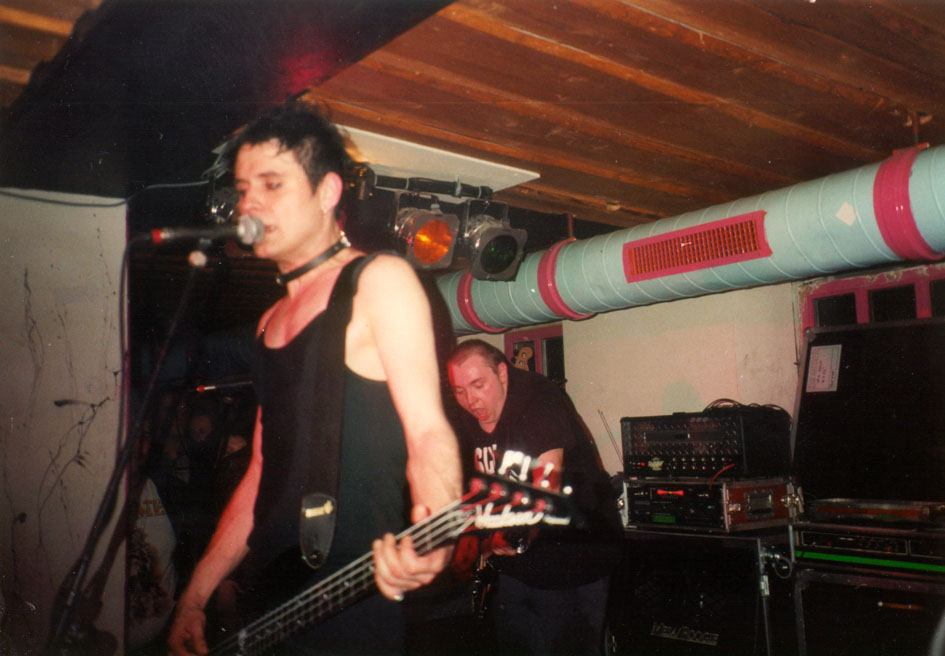
Zimbl mit THE BATES, 1995 in Eschwege

1986 wurden aus Nuclear Graffity dann The Bates. Die Punkband war vor allem bekannt für zahlreiche Coverversionen. Mit der Band hatte er eine Reihe von Charterfolgen in mehreren Ländern Europas. 2001 löste sich die Band aufgrund von bandinternen Streitigkeiten auf. Danach veröffentlichte er zwei Soloalben. Das erste Album „Unplugged“ wurde im Juli 2003 herausgegeben und im August 2004 folgte das zweite Album „Bubblegum Trash Forever“. Beide erschienen nur in kleiner Stückzahl.
Am 18. Juni 2006 verstarb Markus Zimmer im Alter von 41 Jahren aufgrund eines Herz- und Kreislaufversagens in seiner Kasseler Wohnung. Zwei Tage später wurde er gefunden.

## Reminiszenzen
Als musikalisches Andenken wurde noch 2006 der Sampler A Tribute To Zimbl – Rocking On Heaven's Door veröffentlicht, der neben Songs von Zimbl und The Bates auch Beiträge von anderen Künstlern wie Bela B und Project Pitchfork enthält. Die Erstpressung von 1000 Stück war schnell ausverkauft, der Erlös ging an die Wohltätigkeitsorganisation Global-Care.
Am 28. Dezember 2006 fand in Kassel das sogenannte „Zimbl-Tribute“ mit dem Namen „Rocking on heaven's door“ statt. Die Discothek „SPOT“ war ausverkauft. An diesem Abend waren seine Freunde, seine Familie und Fans aus ganz Deutschland dort. Es gab Diavorträge und Auftritte diverser Bands. Als Headliner traten „THE BATES Allstars“ auf – erstmals komplett, mit (fast) allen Mitgliedern, die jemals in der Band spielten.

## Zimbl – A Real Cool Time
2008 wurde der Dokumentarfilm Zimbl – A Real Cool Time veröffentlicht. Er porträtiert Zimmer und das ihm zu Ehren veranstaltete Tribut „Rocking on heaven’s door“. Befragt werden seine Familie und seine Freunde, die Band The Bates sowie alte Wegbegleiter wie Bela B. Hinzu kommen unveröffentlichte Videoaufnahmen von Zimbl während der The Bates „Pleasure + Pain“ Tour 1995, sowie Aufnahmen von Zimbls Soloauftritt in Witten (2003). Musik von Sanoé sowie Songs von Zimbl und The Bates unterstreichen die Bilder.

## Diskografie

### Alben
- 2003: Unplugged
- 2004: Suziz
- 2004: Bubblegum Trash Forever
- 2006: A Tribute To Zimbl – Rocking On Heaven's Door / Sampler
- 2007: We Hope The Angels Let You Rock / Sampler

### Singles
- 2004: Cute

### Film
- 2008: Zimbl – a real cool time